# Centimeter vattenpelare
Centimeter vattenpelare är en enhet för tryck och kan förkortas cmH2O, cm v.p. eller cmvp. Som namnet antyder, är 1 centimeter vattenpelare trycket från 1 cm vatten. 1 centimeter vattenpelare ≈ 100 pascal = 1 hPa = 0,001 bar.
Enheten centimeter vattenpelare används ofta i medicinska sammanhang för att ange låga trycknivåer såsom centralt ventryck, intrakraniellt tryck, applicerat tryck vid övertrycksandning eller i diskussioner om hemodynamik, t.ex. om det tryck som blodets tyngd åstadkommer i fötter och underben i stående ställning, och som belastar blodkärlens väggar. 

I geologi/hydrologi diskuteras markvattnets tryckpotential, vilken ofta mäts i meter vattenpelare men ibland som storheten pF (där pF-värdet utgörs av 10-logaritmen av undertrycket noterat i centimeter vattenpelare). Observera att detta inte är detsamma som den elektriska enheten pF (pikofarad).
| Omvandlingstabell för tryckenheter | Omvandlingstabell för tryckenheter | Omvandlingstabell för tryckenheter | Omvandlingstabell för tryckenheter | Omvandlingstabell för tryckenheter | Omvandlingstabell för tryckenheter | Omvandlingstabell för tryckenheter | Omvandlingstabell för tryckenheter |
| v • r                              | Pascal                             | bar (a)                            | Atmosfär                           | Teknisk atmosfär                   | Torr                               | Skålpunds-kraft per kvadrattum     | cm vattenpelare                    |
| v • r                              | [Pa]                               | [bar]                              | [atm]                              | [at]                               | [Torr]≈[mmHg]                      | [psi]                              | [cmH2O]                            |
| ---------------------------------- | ---------------------------------- | ---------------------------------- | ---------------------------------- | ---------------------------------- | ---------------------------------- | ---------------------------------- | ---------------------------------- |
| 1 Pa                               | ≡ 1 N/m2                           | 10−5                               | 9,8692×10−6                        | 1,0197×10−5                        | 7,5006×10−3                        | 145,04×10−6                        | 0,0101972                          |
| 1 bar (a)                          | 100 000                            | ≡ 106 dyn/cm2                      | 0,98692                            | 1,0197                             | 750,06                             | 14,5037744                         | 1019,72                            |
| 1 atm                              | 101 325                            | 1,01325                            | ≡ 1 atm                            | 1,0332                             | 760                                | 14,696                             | 1033,23                            |
| 1 at                               | 98 066,5                           | 0,980665                           | 0,96784                            | ≡ 1 kgf/cm2                        | 735,56                             | 14,223                             | 1000,02                            |
| 1 Torr                             | 133,322                            | 1,3332×10−3                        | 1,3158×10−3                        | 1,3595×10−3                        | ≡ 1 Torr; ≈ 1 mmHg                 | 19,337×10−3                        | 1,35951                            |
| 1 psi                              | 6,894×103                          | 68,948×10−3                        | 68,046×10−3                        | 70,307×10−3                        | 51,715                             | ≡ 1 lbf/tum2                       | 70,3072                            |
| 1 cmH2O                            | 98,0665                            | 0,980665×10−3                      | 0,967838×10−3                      | 9,99984×10−4                       | 0,73556                            | 0,0142233                          | ≡ 1 cmH2O                          |